# Gianni Vermeersch
Gianni Vermeersch (Roeselare, 19 de noviembre de 1992) es un ciclista belga miembro del equipo Alpecin-Deceuninck.

## Palmarés

### Ruta
2015
- 2 etapas de la Vuelta a Lieja

2017
- Slag om Norg[1]

2018
- 1 etapa del Tríptico de las Ardenas
- 2 etapas de la Vuelta a Lieja

2020
- Antwerp Port Epic

2022
- 1 etapa de los Cuatro Días de Dunkerque

2024
- Dwars door het Hageland

### Grava
2022
- Campeonato Mundial en Grava

## Resultados en Grandes Vueltas
| Carrera | Carrera         | 2011 | 2012 | 2013 | 2014 | 2015 | 2016 | 2017 | 2018 | 2019 | 2020 | 2021 | 2022 | 2023 | 2024  | 2025  |
| ------- | --------------- | ---- | ---- | ---- | ---- | ---- | ---- | ---- | ---- | ---- | ---- | ---- | ---- | ---- | ----- | ----- |
|         | Giro de Italia  | —    | —    | —    | —    | —    | —    | —    | —    | —    | —    | 87.º | —    | —    | —     | —     |
|         | Tour de Francia | —    | —    | —    | —    | —    | —    | —    | —    | —    | —    | —    | —    | —    | 107.º | 103.º |
|         | Vuelta a España | —    | —    | —    | —    | —    | —    | —    | —    | —    | —    | —    | 82.º | —    | —     | —     |

—: no participa
Ab.: abandono